# Чарівники
Чарівники (англ. The Magicians) — американський фентезійний телесеріал виробництва телеканалу Syfy, попередній показ якого відбувся 16 грудня 2015 року на телеканалах «Syfy» і «Showcase» (Канада). Офіційна прем'єра відбулася 25 січня 2016 року. Серіал засновано на однойменному романі Лева Ґроссмана та складається з п'яти сезонів по 13 серій в кожному.

## Сюжет
Квентін Колдвотер вступає до чарівного коледжу «Brakebills», де він виявляє, що чарівний світ із його улюблених книжок дитинства реальний і становить небезпеку для людства. Тим часом, життя його подруги дитинства Джулії пішло шкереберть. Вона не вступила до коледжу, та не втрачає надію й починає шукати чари в іншому місці.

## Ролі й персонажі

### Основні
- Джейсон Ральф — Квентін Колдвотер — студент-аспірант і протагоніст. Він вступає до магічного педагогічного коледжу «Brakebills», щоб навчитись бути чарівником. Одвічний шанувальник «Fillory and Further», він виявляє, що вони насправді є великою загрозою для його світу. У 23-й часовій петлі був Звіром. Загинув в кінці четвертого сезону в дзеркальному світі.[2][3]
- Стелла Мейв — Джулія Вікер — подруга дитинства Квентіна, студентка Ліги плюща, яка не вступила до «Brakebills», через що долучилася до вуличних відьом для саморозвитку. У третьому сезоні стає богинею, а в четвертому — втіленням сестри Монстра.[2][4]
- Олівія Тейлор Дадлі — Еліс Квінн — обдарована чарівниця, чиї батьки також чарівники. Вона вступила до «Brakebills», щоб дізнатися правду про свого брата, а відтак разом з іншими боролася проти Звіра та брала участь у пошуках семи ключів.[5]
- Гейл Епплмен — Еліот Воу — старший студент «Brakebills», найкращий друг Марго. Був верховним королем Філлорі, а в четвертому сезоні — Монстром.[2][4]
- Саммер Бішіл — Марго Генсон — старша студентка «Brakebills», найкраща подруга Еліота. Була верховною королевою та королем Філлорі. Марго є персонажем Джанет із романів. Її ім'я змінили, щоб уникнути плутанини з іменами інших, що починаються з літери «J».[6][7]
- Аджун Ґупта — Пенні — чарівник-мандрівник. Вступає до «Brakebills» разом з Квентіном Колдвотером. Гине через відвідування Отруйної кімнати в Бібліотеці, та після смерті працює спочатку в Бібліотеці, а відтак в Підземному світі. З третього сезону також грає Пенні з 23-ї часової петлі.[2][4]
- Джейд Тейлор — Кеді Орлофф-Діас — колишня студентка «Brakebills», яка після виключення з університету долучилася до групи чарівників на чолі з Річардом, де зблизилася з Джулією.[5]
- Рік Ворті — Генрі Фогг — директор університету «Brakebills» в усіх часових петлях.[5]
- Бріттані Каррен — Фен — народилася та виросла в Філлорі, філлоріанська дружина Еліота. Після вигнання Марго була верховним королем Філлорі до повернення Темного короля (Руперта Четвіна).[8]
- Тревор Айнгорн — Джош Гоберман — колишній студент «Brakebills», що загадково зник безвісти разом зі своєю групою на третьому році навчання. Знайдений Квентіном та іншими в перехідних землях. Був королівським кухарем в Філлорі, а також тимчасово верховним королем.

## Список серій
| Сезон | Епізоди | Епізоди | Оригінальний показ | Оригінальний показ |
| Сезон | Епізоди | Епізоди | Перший показ       | Останній показ     |
| ----- | ------- | ------- | ------------------ | ------------------ |
| 1     | 13      | 13      | 16 грудня 2015     | 11 квітня 2016     |
| 2     | 13      | 13      | 25 січня 2017      | 19 квітня 2017     |
| 3     | 13      | 13      | 10 січня 2018      | 4 квітня 2018      |
| 4     | 13      | 13      | 23 січня 2019      | 17 квітня 2019     |
| 5     | 13      | 13      | 15 січня 2020      | 1 квітня 2020      |

## Рейтинги
| Сезон | Часовий інтервал (EST) | Серії | Перший випуск  | Перший випуск | Останній випуск | Останній випуск | Глядачі (середнє) | 18–49 рейтинг (середнє) |
| Сезон | Часовий інтервал (EST) | Серії | Дата           | Глядачі (млн) | Дата            | Глядачі (млн)   | Глядачі (середнє) | 18–49 рейтинг (середнє) |
| ----- | ---------------------- | ----- | -------------- | ------------- | --------------- | --------------- | ----------------- | ----------------------- |
| 1     | Щопонеділка о 21:00    | 13    | 16 грудня 2015 | 0,92          | 11 квітня 2016  | 0,68            | 0,78              | 0,29                    |
| 2     | Щосереди о 21:00       | 13    | 25 січня 2017  | 1,29          | 19 квітня 2017  | 0,67            | 0,79              | 0,31                    |
| 3     | Щосереди о 21:00       | 13    | 10 січня 2018  | 0,78          | 4 квітня 2018   | 0,66            | 0,71              | 0,27                    |
| 4     | Щосереди о 21:00       | 13    | 23 січня 2019  | 0,61          | 17 квітня 2019  | 0,50            | 0,54              | 0,19                    |
| 5     | Щосереди о 22:00       | 13    | 15 січня 2020  | 0,43          | 1 квітня 2020   |                 |                   |                         |